# فريدي سيلفا
فريدي سيلفا هو مغني سريلانكي، ولد في 18 مايو 1938 في موراتوا ‏ في سريلانكا، وتوفي في 29 أكتوبر 2001.

## روابط خارجية
- فريدي سيلفا على موقع IMDb (الإنجليزية)